# Xinghe

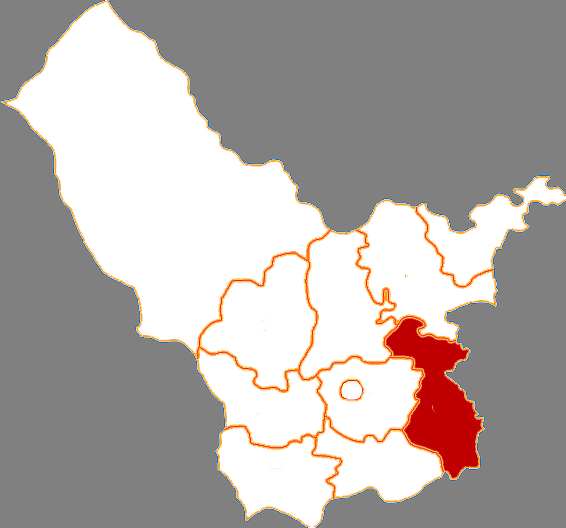
Lage Xinghes in Ulanqab

Der Kreis Xinghe (chinesisch 兴和县, Pinyin Xīnghé Xiàn; mongolisch ᠰᠢᠩᠾᠧ ᠰᠢᠶᠠᠨ Siŋhė siyan) ist ein Kreis der bezirksfreien Stadt Ulanqab im Zentrum des Autonomen Gebiets Innere Mongolei im Norden der Volksrepublik China. Er hat eine Fläche von 3.520 km² und zählt 300.000 Einwohner. Sein Hauptort ist die Großgemeinde Chengguan (城关镇).